# PCA3
L'antigene 3 del tumore prostatico (o PCA3, Prostate Cancer Antigen 3 o DD3) è un pseudogene che, se trascritto, genera un RNA non codificante: in altre parole, genera una macromolecola che non può essere tradotta in una proteina. Nell'umano, esso è selettivamente espresso nella prostata e a causa di questa elevata selettività d'espressione viene utilizzato come marcatore tumorale. Il PCA3-RNA è difatti iperespresso nel cancro alla prostata.
Il PCA3 è stato scoperto su cellule tumorali della prostata nel 1999.

## Utilizzo clinico
Il biomarcatore più utilizzato per la diagnosi di PCa è attualmente il PSA sierico; tuttavia, poiché il Prostate-Specific-Antigen è prostata-specifico ma non cancro-specifico, esso può portare a dei falsi positivi. Ad esempio, i livelli sierici di PSA possono aumentare per cause fisiologiche in uomini >50 anni a causa del fenomeno di iperplasia prostatica benigna. 
PCA3 potrebbe rivelarsi un nuovo biomarker sostituto, poiché rispetto al dosaggio del PSA i livelli di PCA3 nelle urine costituiscono un test con una sensibilità minore, una specificità maggiore e valori predittivi positivi e negativi migliori. Dovrebbe essere misurato nei primi volumi di urina emessi dal paziente in seguito a palpazione prostatica (una parte dell'esame digito-rettale).
È stato dimostrato che PCA3 assume un ruolo fondamentale come fattore diagnostico di carcinoma prostatico in una popolazione di uomini che va incontro a ripetuti esami di biopsia prostatica. Questo implica una sua utilità clinica in quei pazienti che sono sospettati di PCa ma hanno presentato risultati negativi sia col dosaggio del PSA sierico e della biopsia prostatica. Questo avviene in circa il 60% dei casi, con un 20-40% che presenta risultati bioptici anormali.
Il PCA3 è in via di studio anche come fattore prognostico, soprattutto in correlazione con il grading del volume prostatico (il Gleason score) o l'estensione extracapsulare del tumore. Diversi studi hanno riportato outcomes in conflitto tra loro.